# Contea di Jefferson (Kansas)
La contea di Jefferson (in inglese Jefferson County) è una contea dello Stato del Kansas, negli Stati Uniti. La popolazione al censimento del 2000 era di 18 426 abitanti. Il capoluogo di contea è Oskaloosa.